# Mohamed Aboul Ela
Mohamed Abdoul Ela (in arabo محمد أبو العلا‎?; Giza, 16 gennaio 1980) è un ex calciatore egiziano, di ruolo centrocampista.

## Carriera

### Club
Ha sempre giocato nel campionato egiziano, vincendolo 3 volte.

### Nazionale
Con la maglia della Nazionale egiziana ha collezionato 5 presenze in due anni di militanza.

## Palmarès

### Club

#### Competizioni nazionali
- Campionato egiziano: 3

Zamalek: 2000-01, 2002-03, 2003-04
- Coppa d'Egitto: 1

Zamalek: 1998-99
- Supercoppa d'Egitto: 1

Zamalek: 2001